# Yunan Tombe Trille Kuku Andali
Yunan Tombe Trille Kuku Andali (Tojoro, Montanhas Nuba, Janub Kurdufan, Sudão, 1 de janeiro de 1964) é um clérigo sudanês e bispo católico romano de al-Ubayyid.
Yunan Tombe Trille Kuku Andali recebeu o sacramento da ordenação em 7 de abril de 1991.
Em 13 de fevereiro de 2017, o Papa Francisco nomeou-o Bispo de al-Ubayyid. O arcebispo emérito de Cartum, cardeal Gabriel Zubeir Wako, ordenou-o bispo em 23 de abril do mesmo ano. Os co-consagradores foram o Núncio Apostólico no Sudão, Dom Hubertus van Megen, e o Arcebispo de Cartum, Michael Didi Adgum Mangoria.